# Sepulcro Hilario
Sepulcro Hilario är en ort i Spanien.   Den ligger i provinsen Provincia de Salamanca och regionen Kastilien och Leon, i den centrala delen av landet, 210 km väster om huvudstaden Madrid. Sepulcro Hilario ligger 834 meter över havet och antalet invånare är 248.
Terrängen runt Sepulcro Hilario är platt. Runt Sepulcro Hilario är det glesbefolkat, med 14 invånare per kvadratkilometer. Närmaste större samhälle är Tamames, 8,3 km sydost om Sepulcro Hilario. Trakten runt Sepulcro Hilario består i huvudsak av gräsmarker.